# 신파디역
신파디역(중국어: 新发地站)은 중국 베이징시 펑타이구 화샹 가도 신파디 마을에 위치한 지하철 역으로, 징카이 고속공로와 난위안 서로 교차점 북동쪽 사분면 녹지 내에 위치한 베이징 지하철 19호선의 지하철역이다. 2021년 12월 31일에 개통하였다.

## 역 구조

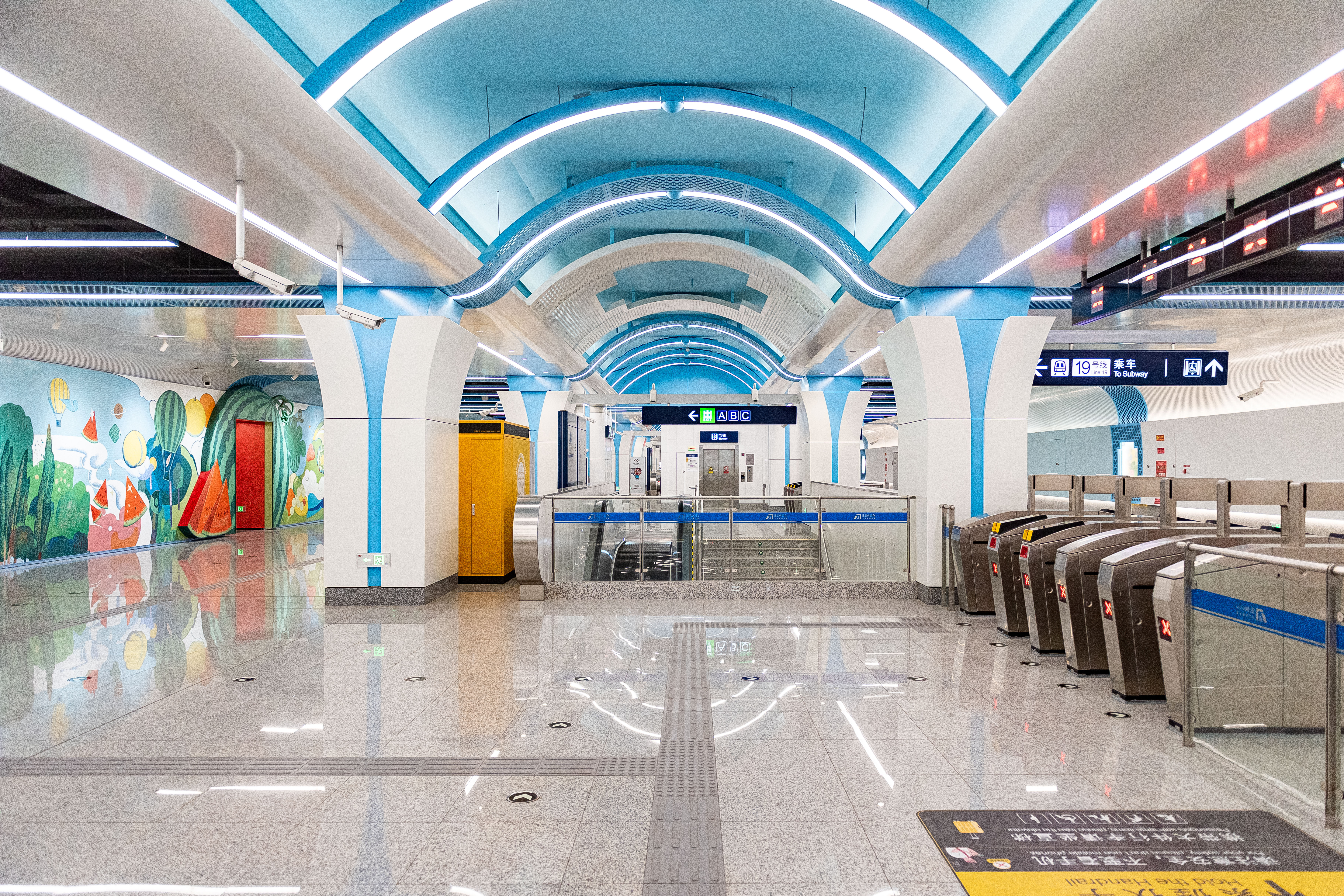
대합실

이 역은 지하 3층, 경간 3개로 구성된 섬식 승강장으로 설계된 지하역이다. 총 길이는 246m, 표준 구간 폭은 22.3m, 총 건축 면적은 20125.03㎡이다. 대합실 층에는 "과과환락송《瓜果欢乐颂》"의 벽화가 있고, 대합실에서 승강장 층 간 최남단과 최북층 에스컬레이터의 벽에는 "과과소향《瓜果蔬香》"의 벽화가 존재한다.

### 층별 구조
| 지면층   | 가도                            | 출입구                                             |
| 지하 1층 | 대합실                          | 발권 서비스, 자동 매표기, 이카통(一卡通) 카드 충전 |
| 지하 2층 | 제한 구역                       | 정거장 설비                                        |
| 지하 3층 | ←                               | ■ 19호선 무단위안 방면 (차오차오)                  |
| 지하 3층 | 섬식 승강장, 왼쪽 출입문이 열림 |                                                    |
| 지하 3층 | →                               | ■ 19호선 신궁 방면 (신궁)                          |

## 출구
이 역은 출입구가 3개 있다. 그 중 A출입구(북서쪽 출입구)는 신파디 북부 버스 정류장 동쪽에 있고, B출입구(남동쪽 출입구)는 난위안 서로 북쪽, C출구(남서쪽 출입구)는 신파디 북부 버스 정류장 북쪽에 위치하며 신파이 북교 동쪽에 위치한다.
|                         |                           |           |      |             |
| 출구                    | 지시                      | 출구 인근 | 사진 | 무장애 시설 |
| 出口 · A                | 판자먀오로(潘家庙路)      |           |      | 빈칸        |
| 出口 · B                | 난위안 서로(南苑西路)     |           |      |             |
| 出口 · C                | 징카이로 보로(京开路辅路) |           |      | 빈칸        |
| 아이콘 설명: 엘리베이터 |                           |           |      |             |